# Schlacht von Franklin
Allatoona – Decatur – Johnsonville – Columbia – Spring Hill – Franklin – Murfreesborough – Nashville
Die zweite Schlacht von Franklin (besser bekannt als Schlacht von Franklin) fand am 30. November 1864 in Franklin, Tennessee, statt als Teil des Franklin-Nashville Feldzugs im Sezessionskrieg. Es war eins der verlustreichsten Gefechte der konföderierten Armee. Obwohl der Kommandeur der Ohio-Armee, Generalmajor John McAllister Schofield seine Truppen vom Schlachtfeld zurückzog, hatten die Konföderierten durch erfolglose Frontalangriffe über sechstausend Soldaten verloren. Die Frontalangriffe von John Bell Hoods Tennessee-Armee wurden umgangssprachlich auch „Pickett’s Charge des Westens“ genannt.

## Hintergrund
Die Schlacht von Franklin fand einen Tag nach der Schlacht von Spring Hill statt. Hoods Tennessee-Armee hatte es bei Spring Hill versäumt, die Unionstruppen zu zerschlagen, sodass Schofield mit seiner Ohio-Armee entkommen konnte. Hood hatte gehofft, Schofields Armee vor deren Zusammenschluss mit der Cumberland-Armee zu stoppen. Diese Armee wurde von Generalmajor George Henry Thomas befehligt und befand sich nördlich bei Nashville. Beide Armeen zusammen würden etwa 60.000 Mann darstellen und damit doppelt so groß sein wie Hoods Armee. Als sich die beiden Armeen bei Franklin trafen, hatte Hood etwa 38.000 Soldaten und Schofield 32.000 Mann zur Verfügung.
Schofields Vorausabteilung erreichte Franklin etwa um 6.00 Uhr morgens, nach einem Gewaltmarsch von Spring Hill. Brigadegeneral Jacob Dolson Cox, ein Divisionskommandeur, der zeitweilig das XXIII. Korps der Union befehligte (und später Gouverneur von Ohio wurde), begann sofort damit, starke Befestigungen zu bauen, teilweise unter Zuhilfenahme von Befestigungen, die für die erste Schlacht von Franklin im Jahre 1863 gebaut worden waren. Um die Stadt herum entstand vom Nordwesten bis Südosten ein Halbkreis von Befestigungen, die jeweils am Harpeth River endeten.
Schofield fasste den Entschluss, sich bei Franklin mit dem Rücken zum Fluss zu verteidigen, weil er zu wenig Pontonbrücken zur Verfügung hatte. Diese Brückenteile hatte er bei seinem schnellen Marsch auf Spring Hill zurücklassen müssen, weil er nicht genug Transportwagen hatte. Die Zeit, um die vorhandenen Brücken zu reparieren, blieb ihm nicht. Er vertraute auf die Befestigungen, um den Vorstoß von Hoods Armee stoppen zu können.
Bis zum Mittag war die Befestigung der Union abgeschlossen. Entgegen dem Uhrzeigersinn lagen vom Nordwesten nach Südosten folgende Einheiten: das IV. Korps unter Generalmajor Nathan Kimball, das XXIII. Korps unter Thomas H. Ruger und Cox. Zwei Brigaden des IV. Korps unter Brigadegeneral George D. Wagner lagen vor der Stadt, um den Aufmarsch der Konföderierten zu beobachten. Brigadegeneral Thomas J. Woods Division des IV. Korps lag nördlich des Harpeth River, da Schofield plante, den Fluss spätestens gegen 18:00 Uhr zu überqueren, sollte Hood bis dahin nicht erschienen sein. Hoods Armee erschien gegen 15:00 Uhr vor der Stadt. Hood war bekannt für seine aggressive, manchmal rücksichtslose Art zu führen. Gegen den Rat seiner Generäle befahl er einen Frontalangriff gegen die dreifachen Unionsbefestigungen im schwindenden Tageslicht. Viele Historiker glauben, dass Hood nicht ganz bei Sinnen war, den Befehl zum Frontalangriff zu geben, weil er immer noch wütend darüber war, dass Schofields Armee während der Nacht vom Schlachtfeld in Spring Hill entfliehen konnte. Die Konföderierten berannten das Südende der Befestigungen mit Generalmajor Benjamin F. Cheathams Korps auf der linken und Generalleutnant Alexander P. Stewarts auf der rechten Seite.

## Die Schlacht

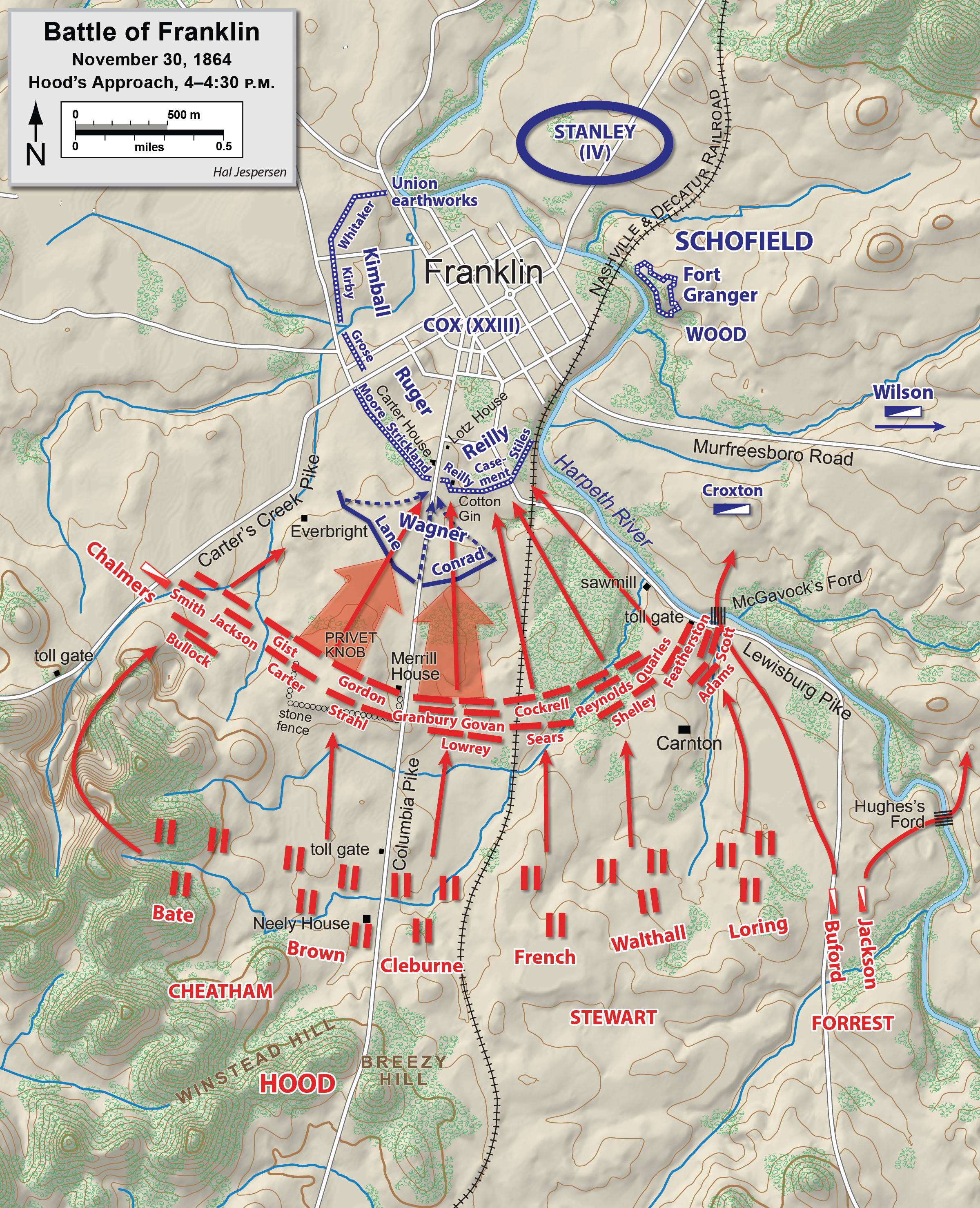
Skizze der Schlacht um 16:00 Uhr
rot: konföderierte Truppen
blau: Unionstruppen

Die beiden Brigaden, die im Vorfeld aufgestellt waren, flohen hinter die Verteidigungsstellungen, als Hood angriff. Da die Konföderierten sie verfolgten und teilweise blaue und graue Uniformen vermengt waren, war es für die verteidigenden Soldaten hinter den Brustwehren schwierig zu zielen. Dadurch entstand in der Höhe von Carter House eine Lücke in der Verteidigung, da die hinter den Brustwehren liegenden unerfahrenen Soldaten eines gerade angekommenen Regiments aus Nashville zusammen mit Wagners Brigaden die Flucht ergriffen. Die konföderierten Divisionen von Generalmajor Patrick Cleburne, John C. Brown und Samuel Gibbs French konzentrierten ihren Angriff daraufhin auf diese Lücke. Ein heroischer Gegenangriff von Emerson Opdyckes Brigade und zwei von Cox’ Regimentern konnte die Lücke nach einem 30-minütigen Kampf Mann gegen Mann wieder schließen.

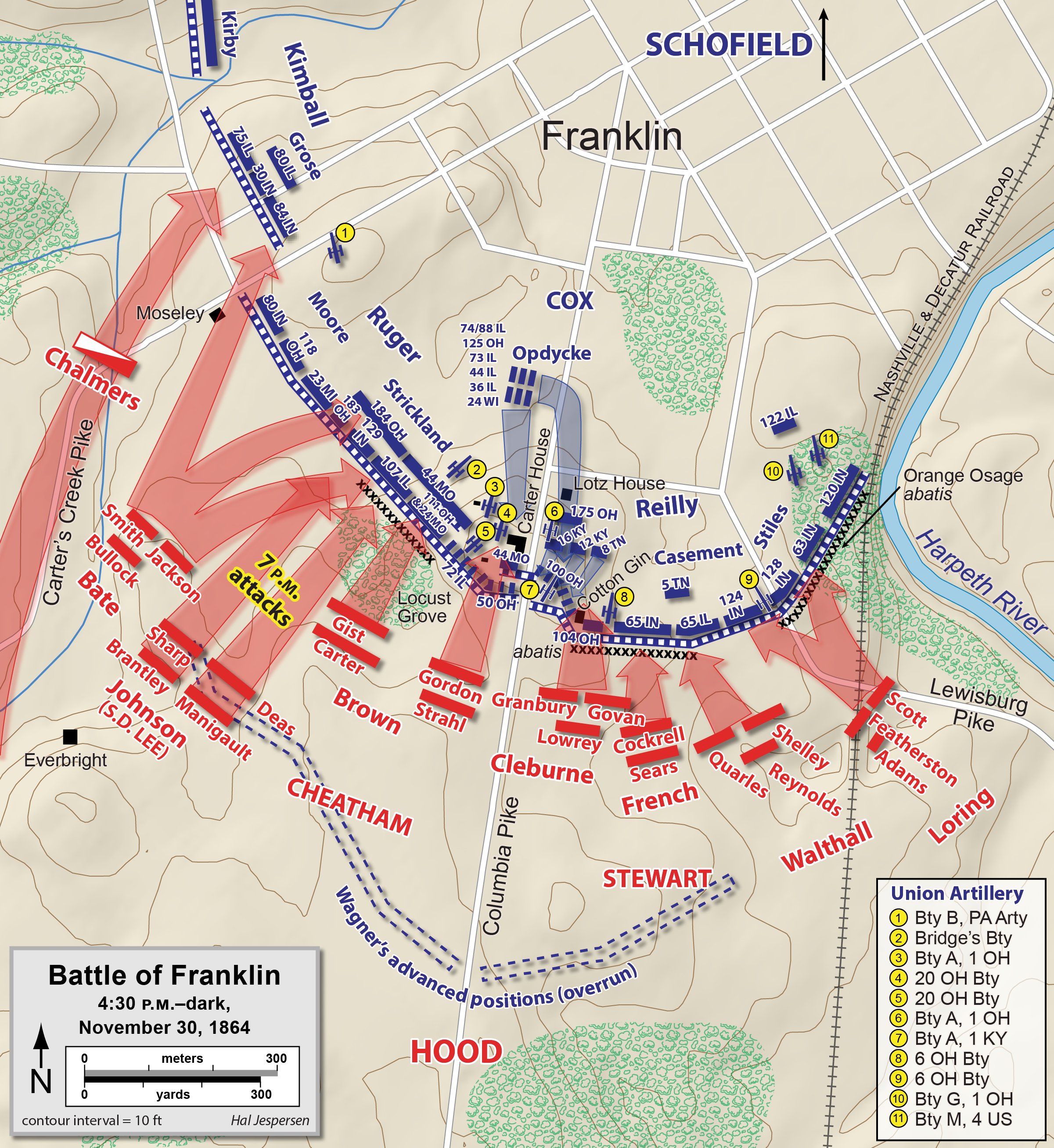
Detailskizze der Schlacht um 16:30 Uhr
rot: konföderierte Truppen
blau: Unionstruppen

Immer wieder rannten die Konföderierten in der Folgezeit gegen die Unionslinien an. Kurz vor Einbruch der Dunkelheit erreichte Generalmajor Edward „Allegheny“ Johnson das Schlachtfeld, hatte aber ebenso wie seine Vorgänger kein Kriegsglück. Gegen 21:00 Uhr wurden die Kampfhandlungen langsam eingestellt. Das Anrennen gegen die Verteidigungsanlagen hatte einer Flutwelle geglichen und wurde im Nachhinein oft „Pickett’s Charge des Westens“ genannt, angelehnt an die Angriffe Picketts bei Gettysburg. Dieser Angriff war allerdings viel größer als der bei Gettysburg. Während dort 12.500 Konföderierte 1,6 km offenes Gelände in einem einzigen Angriff innerhalb von 50 Minuten überquert hatten, waren bei Franklin 20.000 Soldaten über 3,2 km marschiert und hatten 17 Angriffe während fünf Stunden durchgeführt.
Auf dem anderen Flussufer versuchte der konföderierte Kavalleriekommandant Nathan Bedford Forrest in die linke Unionsflanke einzudringen, aber die Unionskavallerie unter Generalmajor James H. Wilson konnte den Vorstoß zurückschlagen.
Schofield, der sich während der Schlacht in Fort Granger auf dem jenseitigen Flussufer aufhielt, befahl während der Nacht einen Rückzug über den Fluss. Dieser begann um 23:00 Uhr. Obwohl die Unionstruppen während des Rückzugs anfällig waren, unterließ es der angeschlagene Hood, daraus einen Vorteil zu ziehen. Die Unionstruppen erreichten die Verteidigungsstellungen von Nashville am 1. Dezember.

## Nachbetrachtung
Die Konföderierten eroberten zwar auf diese Art Franklin, aber die Unionstruppen waren ihnen wieder entwischt. Üblicherweise gewinnt derjenige eine Schlacht, der seinen Gegner zum Rückzug zwingt, hier jedoch musste der „Sieger“ einen hohen Preis bezahlen. In den fünf Stunden der Schlacht von Franklin wurden mehr Soldaten der Tennessee-Armee getötet als in den zwei Tagen der Schlacht von Shiloh. Die Konföderierten hatten 6252 Verluste, wovon 1750 getötet und 3800 Mann verwundet wurden. Die Führungsriege der Südstaaten wurde empfindlich dezimiert, darunter so fähige Generäle wie Patrick Cleburne. Insgesamt waren 15 konföderierte Generäle (6 getötet, 8 verwundet und 1 gefangen) sowie weitere 65 Offiziere betroffen. Die Verluste der Union betrugen 189 Tote, 1033 Verwundete und 1104 Vermisste.
Obwohl die Tennessee-Armee schon bei Franklin fast vernichtet worden war, zog Hood mit ihr sofort weiter nach Nashville. Dort traf er auf die nun verstärkte Cumberland-Armee, die sich bei Nashville verschanzt hatte. Trotzdem griff er dort in der Schlacht von Nashville wieder an und führte seine Truppen ins Verderben.

## Das Schlachtfeld heute

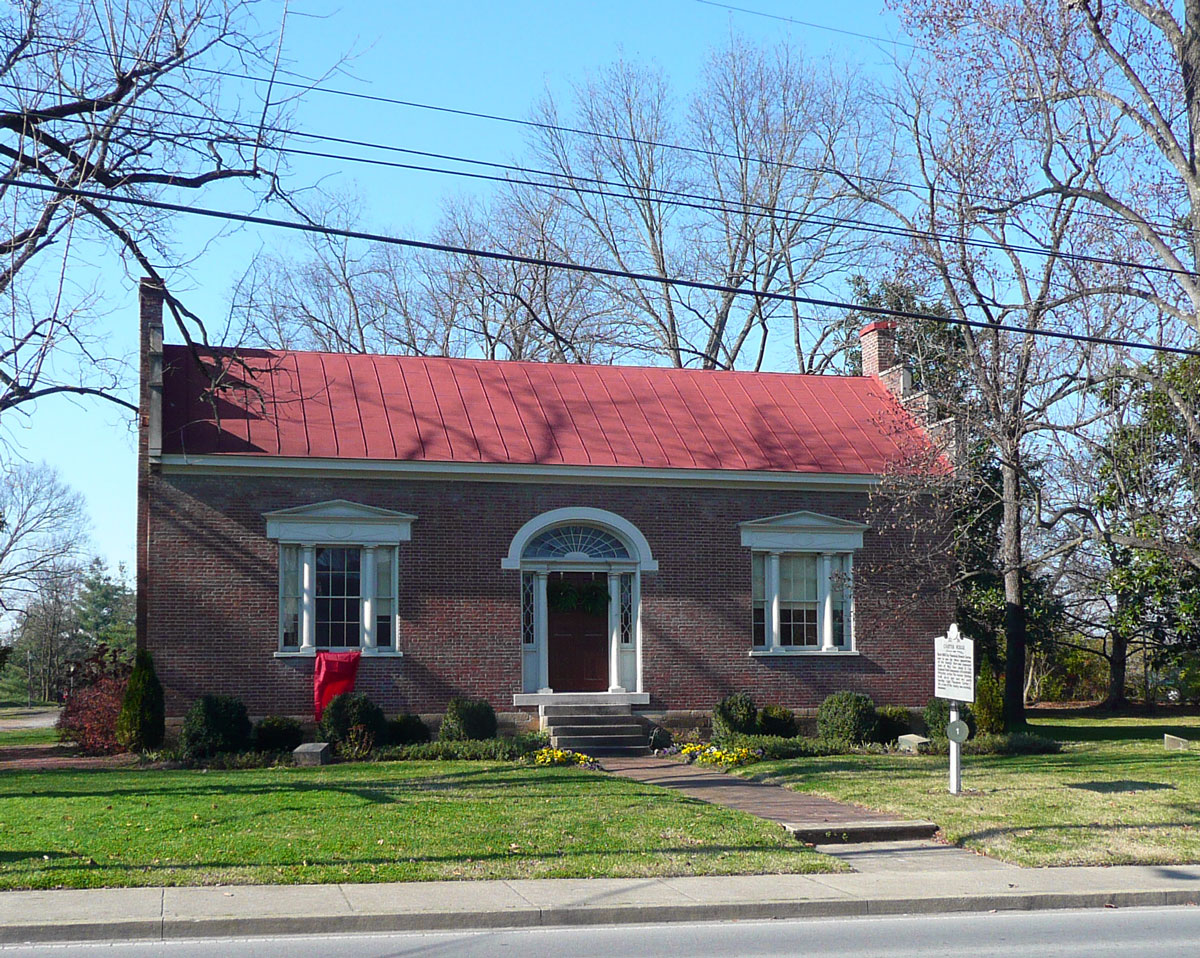
Das Carter House, 2009

Das Carter House, das heute noch erhalten ist, kann besichtigt werden. Es stand im Zentrum der Unionslinien und weist noch heute mehr als tausend Einschüsse auf. Ein Großteil des übrigen Schlachtfelds wurde mittlerweile bebaut. Die Stelle, an der General Cleburne fiel, wurde beispielsweise 2005 mit einem Pizza Hut Restaurant überbaut. Obwohl die Vereinigung zum Erhalt der Schlachtfelder des Bürgerkriegs große Teile der Gegend aufkaufte, gilt das Schlachtfeld von Franklin immer noch als eines der zehn am meisten gefährdeten historischen Schlachtfelder der USA.